# Transco
Transco (Transcontinental Gas Pipeline) — трубопровідна система, споруджена для подачі природного газу з півдня США до штатів на північному сході країни.
Система Transco стала третьою за часом спорудження серед подібних об'єктів, після Tennessee Gas Pipeline та Texas Eastern Transmission. Будівельні роботи на трасі розпочались у 1949-му, а введення в експлуатацію припало на кінець наступного року. При загальній довжині системи у 1832 милі дві третини становили основну ділянку. Перекачування газу забезпечувалось 19 компресорними станціями.
У результаті постійного розвитку та численних модернізацій, довжина системи Transco в кінці 2000-х років перевищувала 10 000 миль. Основна траса починається на півдні Техасу, проходить по штату в північно-східному напрямку паралельно до узбережжя Мексиканської затоки, перетинає південну Луїзіану, після чого через Міссісіпі, Алабаму, Джорджію, Південну та Північну Кароліну, Вірджинію, Меріленд, Пенсільванію та Нью-Джерсі досягає Нью-Йорку.
Станом на 2008 рік за загальною пропускною здатністю Transco займала друге місце в країні з показником понад 87 млрд м3 на рік. При цьому за фактичним обсягом транспортування у 2007 році — 27,5 млрд м3 — вона опинилась на першому місці.
Наповнення ресурсом Transco починається з газового хабу Agua Dulce, через який надходить продукція відомого сланцевою формацією Eagle Ford Південно-Техаського басейну (постачається місцевими газопроводами Southcross, Lobo та газопереробними заводами Gulf Plains, King Ranch, La Gloria, Delmita), а також природний газ із Пермського басейну; Далі Transco проходить через басейни узбережжя Мексиканської затоки, приймаючи через численні відгалуження природний газ із офшорних родовищ. Також потрібно відзначити газовий хаб Генрі на півдні Луїзіани, який дає доступ до ресурсів потужного газопромислового регіону, включаючи продукцію зі сланцевих формацій Барнетт та Хейнсвіль (завдяки газопроводам Gulf South Pipeline, Bridgeline Pipeline, Acadian Gas System). Нарешті, завдяки газопроводу-інтерконектору Midcontinent Express Pipeline існує зв'язок з хабом Перрівіль та іншими численними газопровідними системами, що прямують від Мексиканської затоки у північному та східному напрямку.
Оскільки маршрут Transco є найсхіднішим серед трьох систем, що ведуть на північний схід країни, вона відіграє також важливу роль у живленні південних штатів атлантичного узбережжя. Так, в 2009 році відгалуження від компресорної станції 85 в Алабамі, яке транспортувало газ із району затоки Мобіл, перетворили на бідирекціональне, що дозволило подавати ресурс на вихідну точку офшорного газопроводу до Флориди Gulfstream. В подальшому потужність цього напрямку лише збільшувалась. А починаючи з 2016 року ведеться будівництво ще одного газопроводу до Флориди Sabal Trail, який буде відгалужуватись безпосередньо від Transco у Алабамі.
Далі на північ через Transco живиться єдина велика газопровідна мережа Південної Кароліни Dominion Carolina Gas Transmission.
На північному сході країни відбувається передача ресурсу в такі потужні місцеві мережі як Dominion Transmission (охоплює Західну Вірджинію, Огайо, Пенсильванію, Нью-Йорк, Мериленд та північ Вірджинії) та Algonquin Gas Transmission (постачає блакитне паливо у Нью-Джерсі, Нью-Йорк, Конектикут, Род-Айленд, Массачусетс).
З початком «сланцевої революції» на цільовому ринку Transco у північно-східних штатах з'явились великі обсяги власного ресурсу із формацій Утіка та Марцеллус. Очікується, що слідом за витісненням газу походженням з регіону Мексиканської затоки почнеться експансія цього ресурсу на південь. Так, планується газопровід Mountain Valley Pipeline, який з'єднає споруджену в центрі «сланцевої революції» систему Equitrans Pipeline з трасою Transco у Вірджинії. Іншим подібним проектом повинен стати Appalachian Connector, що пройде із Західної Вірджинії до Чатем (штат Вірджинія), де приєднається до компресорної станції 165 на лінії Transco. При цьому очікується, що дві третини доставленого газу будуть транспортуватись далі у реверсному, південному напрямку.
До «сланцевої революції» важливим джерелом наповнення системи Transco були також термінали для імпорту зрідженого природного газу, як то Голден-Пасс у Техасі (сполучення через відгалуження Southwest Lateral), Сабін-Пасс в Луїзіані (через газопроводи Creole Trail Pipeline та Kinder Morgan Louisiana Pipeline), Камерон (у тій же Луїзіані, сполучений за допомогою Cameron Pipeline), та Ельба у штаті Джорджія (зв'язок через Elba Express).
Зникнення попиту на імпорт ЗПГ змусило приступити до переобладнання згаданих вище терміналів на експортні заводи із зрідження газу. Першим такий проект реалізували на Сабін-Пасс, при цьому Transco подає до нього ресурс через компресорну станцію Gillis на газопроводі Creole Trail Pipeline. Взагалі ж планується перетворити південну частину Transco разом Southwest Louisiana Lateral на бідирекціональні).
Крім того, Transco визначений як один з постачальників сировини для нового заводу Корпус-Крісті на півдні Техасу.